# اچ‌ام‌اس ساموئل (دی۹۲)
اچ‌ام‌اس ساموئل (دی۹۲) (به انگلیسی: HMS Viscount (D92)) یک کشتی بود که طول آن ۳۰۰ فوت (۹۱ متر) بود. این کشتی در سال ۱۹۱۷ ساخته شد.